# Dodo Fürst zu Innhausen und Knyphausen
Dodo Karl Tido Albert Edzard Fürst zu Innhausen und Knyphausen (* 27. Oktober 1876 in Lütetsburg; † 12. Mai 1931 ebenda) war ein deutscher Großgrundbesitzer und Parlamentarier.

## Leben

### Herkunft
Dodo zu Innhausen und Knyphausen war Sohn des Großgrundbesitzers und Politikers Edzard zu Innhausen und Knyphausen und der Luise geb. Freiin von Krassow, Tochter des preußischen Verwaltungsbeamten und Politikers Carl Reinhold von Krassow. Seine Urgroßväter waren der Präsident der Ostfriesischen Landschaft Edzard Moritz zu Innhausen und Knyphausen und der pommersche Gutsbesitzer, schwedische Kavallerieoffizier und Kammerherr und spätere preußische Provinziallandtagsabgeordnete Friedrich Heinrich von Krassow. Sein Ururgroßvater Carl Philipp zu Innhausen und Knyphausen war ebenfalls Präsident der Ostfriesischen Landschaft.

### Werdegang
Nach dem Besuch des Ulrichsgymnasium Norden studierte Dodo zu Innhausen und Knyphausen an der University of Oxford, der Rheinischen Friedrich-Wilhelms-Universität Bonn, der Universität Leipzig und der Friedrich-Wilhelms-Universität Berlin Rechtswissenschaften. 1897 wurde er Mitglied des Corps Borussia Bonn. 1900 legte er in Celle das juristische Examen ab, war zunächst als Referendar am Amtsgericht Berum, trat jedoch aus dem Justizdienst aus und studierte an der Königlich Preußischen Forstakademie Hannoversch Münden und der Forstakademie Eberswalde das Forstfach. Nach Abschluss seiner Studien wurde er Majoratsherr auf Schloss Lütetsburg. Dodo zu Innhausen und Knyphausen war Mitglied des Preußischen Herrenhauses, dem er von 1908 bis 1918 angehörte. Bereits vor der Provinzialordnung von 1884 war er Mitglied im Provinziallandtag der Provinz Hannover. Nach 1884 gehörte er dem Provinziallandtag für den Wahlbezirk Norden bis zum 1. September 1919 an. Nachrücker im Provinziallandtag war Senator Georg Molle. 1886 und 1893 bis 1907 war er Vorsitzender des Provinziallandtags. 1907 bis 1929 war er Mitglied im Kreisausschuss der Kreistags in Norden.
Er starb bei einem Jagdunfall im Park seines Schlosses.

### Familie
Dodo zu Innhausen und Knyphausen war verheiratet mit Theda Gräfin von Bismarck-Bohlen (* 7. Dezember 1885; † 20. Januar 1969). Aus der Ehe gingen drei Söhne und eine Tochter hervor:
- Wilhelm-Edzard Viktor Oskar Theodor Dodo Fritz Ulrich, Fürst zu Innhausen und Knyphausen (* 7. September 1908; † 7. August 1978)
- Karl-Theodor Joachim Tido Hartwig Hubertus, Graf zu Innhausen und Knyphausen (* 2. April 1910; † 12. Dezember 1942, gefallen), Erbe auf Pansevitz,[3] ⚭ Edelgard von Maltzahn (* 22. Januar 1917; † 22. Januar 2013)
- Hilleda Viktoria Luise Elisabeth Elma Hyma, Gräfin zu Innhausen und Knyphausen (* 16. April 1912; † 19. Februar 1945) ⚭ Bernhard von Plessen (* 23. September 1908; † 2003)
- Tido Folef Erhard Friedrich Gotthilf, Graf zu Innhausen und Knyphausen (* 3. Oktober 1913; † Juni 1944, vermisst), Erbe auf Pansevitz[4]

Seine Schwäger waren der Landrat Dodo Freiherr zu Innhausen und Knyphausen, der Diplomat und Bankier Friedrich von Wallenberg-Pachaly und der Rittergutsbesitzer und Landrat Maximilian von Asseburg-Neindorf. Dodo Fürst Innhausen trat 1917 dem Johanniterorden bei und wurde 1925 Rechtsritter der Kongregation, Mitglied der Hannoverschen Provinzialgenossenschaft.